# Georges Champavert
Georges Alphonse Emmanuel Champavert, né le 8 novembre 1870 à Commentry (Allier) et mort le 12 novembre 1931 à Trucy-l'Orgueilleux (Nièvre), est un acteur et auteur de théâtre, un scénariste et réalisateur de cinéma français.

## Biographie
On ne sait pratiquement rien de la formation et des débuts de Georges Champavert sur scène, sinon qu'il semble avoir fait ses premières armes comme chansonnier. Son nom n'apparaît en effet dans la presse qu'en septembre 1898 et surtout en août 1901 à l'occasion de la première de la revue La Tour, Messieurs ! dont il est l'auteur et également l'un des interprètes.
En avril 1907, il devient le premier directeur de la Comédie-Royale nouvellement construite au 25, rue Caumartin. Mais il ne restera à sa tête que jusqu'en décembre de la même année, sans doute remercié par le propriétaire des lieux, Francis Robin, fondateur du théâtre de la Robinière où il avait fait ses débuts sept ans plus tôt. Désormais son nom disparaît des programmes des théâtres parisiens.
Champavert se marie en septembre de l'année suivante et dépose son bilan en tant que négociant trois mois plus tard. Ensuite on n'entends plus parler de lui jusqu'à la déclaration de guerre de 1914-1918 sans que l'on sache ce qu'il est devenu pendant toute cette période  
Mobilisé en mars 1915, Georges Champavert est réformé un an et demi plus tard en octobre 1916 pour raisons de santé. De retour à la vie civile, il entre aux Cinématographes Phocéa où il réalise son premier film dès 1917. S'ensuivent plus d'une quinzaine de films jusqu'en juin 1928, date de sortie de son dernier film Cigale moderne tourné à Nice quelques mois plus tôt. Deux ans plus tard, en avril 1930, on le retrouve à Paris donnant une causerie autour de son avant-dernier film Ginette et le petit bouchon. On perd ensuite sa trace dans la presse.
Mort à la fin de l'année suivante à l'âge de 61 ans, il était marié depuis septembre 1908 avec Blanche Paquette, fille d'un charron originaire de Trucy-l'Orgueilleux.

## Postérité
Un de ses films de 1921, Le Porion (The Foreman, titre anglais) a été projeté pendant le International Silent Film Festival (ISFF) à Manille le 27 novembre 2021, cent ans après sa sortie sur les écrans parisiens.

## Carrière au théâtre
comme auteur
- 1898 : La Fiancée de Zenello, idylle dramatique en 1 acte, musique de E. Radcliffe Middleton, au théâtre Pompadour (27 septembre)[15]
- 1901 : La Tour, Messieurs !, revue en 1 acte, musique de Pierre Letorey[16], au petit théâtre de la Robinière de la Tour Eiffel (5 août)[17]
- 1902 : Les Deux jarretières, comédie-vaudeville en 1 acte, au théâtre de la Robinière (26 mars)[18], puis en tournée[19]. 1 000e représentation le 21 octobre 1904[20].
- 1902 : Mon oncle, comédie lyrique, au théâtre de la Robinière (10 septembre)
- 1902 : Sandrina, ou Tout vient à point, comédie en 1 acte, au théâtre de la Robinière (13 septembre) puis en tournée[21].
- 1902 : À toutes les sauces, saynète-revue en 1 acte, avec René Mérac, à l'Eldorado (2 septembre) puis à Ba-Ta-Clan (octobre)[22]
- 1902 : En cage, pièce en 1 acte et en vers, musique de scène de M. Borghèse, au théâtre de la Robinière (18 décembre) puis en tournée. Reprise en juillet 1903 au théâtre de l'Olympia à Bruxelles puis le 5 juillet 1911 au théâtre de verdure du Pré-Catelan[23]
- 1903 : Au coin tranquille, comédie musicale en 1 acte, au théâtre de la Robinière (25 mars)
- 1903 : Viens, Maboul, revue d'hiver aux théâtres de la Robinière de Paris et de Bruxelles (décembre)
- 1904 : Paris-Bruxelles, opérette-revue en 1 acte, avec Antoine Chavanon, à la Scala de Bruxelles (14 mai)
- 1904 : Mimi Moineau, revue-opérette en 1 acte et 2 tableaux, musique de Pierre Garnot, au théâtre de l'Alcazar (25 septembre)[24]
- 1904 : Rosita, opérette en 1 acte et 2 tableaux, avec Étienne Guérin, musique de Pierre Garnot, à l'Alcazar Saint-Georges (1er décembre) et au théâtre de la Robinière (25 décembre)[25]
- 1909 : La Volière, drame en 1 acte et en vers sur un épisode de la guerre de Vendée, au théâtre Malakoff à Paris (16 juin)[26] et au théâtre de verdure de Biarritz (octobre). Il s'agit de la reprise - sous un autre titre - de sa pièce En cage représentée pour la première fois au théâtre de la Robinière en décembre 1902.

comme acteur
- 1901 : La Tour, Messieurs !, revue en 1 acte de et avec Champavert, au petit théâtre de la Robinière à la Tour Eiffel (5 août)
- 1902 : En cage, pièce en 1 acte et en vers de et avec Champavert, au théâtre de la Robinière (18 décembre) : le comte d'Estiel
- 1903 : Docteurs !, pièce de Léo Trézenik, au théâtre de la Robinière (20 mars) : le docteur Turlot[27]
- 1903 : Rallié, comédie de Maurice de Marsan, au théâtre de la Robinière (3 avril)[28] et en tournée[29].
- 1903 : Sainte-Nitouche, comédie en 1 acte d'Auguste Lescalier, au théâtre de la Robinière (30 avril) : Georges[30]

## Filmographie

### Comme réalisateur
- 1917 : Un vol, comédie dramatique en 3 parties (1 050 m)
- 1918 : L'Unique aventure de Maître Petit-Pethon, comédie vaudeville en 2 parties (780 m), avec Blanche Toutain[31]
- 1918 : Le Ballon rouge, comédie sentimentale en 3 parties (710 m) avec Geneviève Félix[32]
- 1919 : La Phalène bleue, drame en 4 parties (1 600 m)[33], avec Geneviève Félix.
- 1919 : L'Œil de Saint-Yves, drame de la mer en 1 épilogue et 4 parties tourné en Bretagne (durée 45 min)[34],[35], avec Geneviève Félix.
- 1919 : Les Deux jarretières, scène comique en 3 parties (800 m), d'après sa pièce (1902)
- 1919 : Le Passé renaît, comédie sentimentale en 3 parties[36] avec Geneviève Félix
- 1919 : Mea culpa, drame en 2 parties (3 200 m)[37],[38],[39]
- 1920 : L'Été de la Saint-Martin, drame (1 735 m), d'après la pièce de Meilhac et Halévy (1873)[40]. Réédité en octobre 1923[41].
- 1920 : Le Remous, drame de la mer en 4 parties (1 450 m)[42]  tourné à Perros-Guirec[43]. Réédité en juin 1923[44].
- 1921 : La Hurle, drame de la vie foraine en 5 parties[45],[46]
- 1921 : Le Porion, drame de la mine en 5 parties (2 000 m, durée 58 min) tourné à Alès[47], d'après la pièce de Marcel Gerbidon (1909)[48]. Réédité en mai 1926[49].
- 1923 : L'Évasion, drame en 5 parties (2 000 m), d'après la pièce d'Auguste de Villiers de L'Isle-Adam (1887)[50],[51]
- 1925 : Kensanie, d'après un scénario de Colette[52],[53],[54]
- 1926 : La Neuvaine de Colette, comédie d'après le roman de Jeanne Schultz (1888)[55]. Réédité en janvier 1930[56].
- 1926 : Florine, d'après le roman historique Florine, la fleur du Valois d'Eugène Barbier[57] tourné à Nice[58],[59]
- 1928 : Ginette et le petit bouchon, comédie gaie (1 200 m)[60],[61]. Réédité en mai 1930.
- 1928 : Cigale moderne[62] tourné à Nice[63].

### Comme scénariste
- 1917 : Un vol
- 1919 : L'Œil de Saint-Yves
- 1919 : Les Deux jarretières
- 1919 : Le Passé renaît
- 1919 : Mea culpa[64]
- 1920 : Le Remous
- 1921 : La Hurle[65],[66]
- 1922 : L'Évasion[67]

## Critiques de Louis Delluc
Louis Delluc écrit plusieurs critiques à son sujet : à propos du film La Phalène bleue, sorti en février 1919, du film L'Œil de Saint-Yves sorti le 28 mars 1919 et à propos des films Le Passé renaît et Les Deux jarretières sortis en avril et juin 1919.